# 索尔沃
索尔沃（法語：Saulvaux，法語發音：[solvo]）是法国默兹省的一个市镇，属于科梅尔西区。

## 地理
索尔沃（48°42'30"N, 5°28'42"E）面积22.42 平方千米，位于法国大東部大區默兹省，该省份为法国西北部内陆省份，北与比利时接壤，西接马恩省和阿登省，南至上马恩省和孚日省，东临默尔特-摩泽尔省。
与索尔沃接壤的市镇（或旧市镇、城区）包括：博维奥勒、雄维尔-马洛蒙、科梅尔西、大梅利尼、小梅利尼、梅尼勒拉奥尔涅、尚特赖讷、艾尔河畔圣欧班。

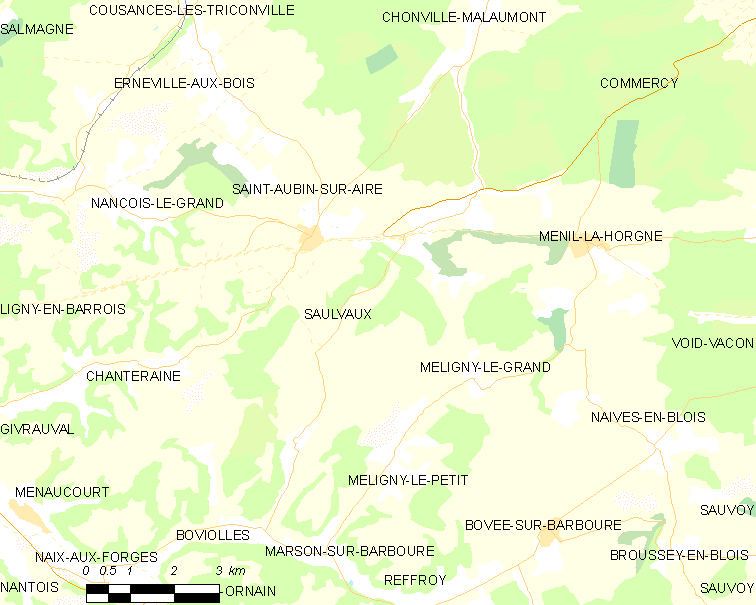
索尔沃的OSM定位图

索尔沃的时区为UTC+01:00、UTC+02:00（夏令时）。

## 行政
索尔沃的邮政编码为55500，INSEE市镇编码为55472。

## 政治
索尔沃所属的省级选区为沃库勒尔县。

## 人口

1962-2008年间索尔沃人口变化图示

索尔沃于2022年1月1日时的人口数量为113人。